# Juan Sedeño de Jadraque
Juan Sedeño de Jadraque (Jadraque, c. 1530-Alessandria, c. 1591) fue un traductor, poeta y militar español del Renacimiento.

## Biografía
Durante mucho tiempo su obra ha sido mezclada con la de su homónimo y casi contemporáneo Juan Sedeño de Arévalo.
Se le sabe natural de Jadraque y que inició la vida militar en su juventud, pues ya figura destinado en Ivrea en 1554 en el contexto de la Guerra italiana de 1551-1559. Permaneció en el Milanesado hasta su muerte.

## Traducciones
- Arcadia (hacia 1560), traducción de la obra de Jacopo Sannazaro.
- Jerusalén liberada (Madrid, 1587), traducción de la obra de Torquato Tasso.
- Lágrimas de San Pedro (hacia 1590), traducción de la obra de Luigi Tansillo.
- Las metamorfosis (perdida), traducción de la adaptación de Giovanni Andrea dell'Anguillara del clásico de Ovidio.